# Cologne (Minnesota)
Cologne es una ciudad ubicada en el condado de Carver en el estado estadounidense de Minnesota. En el Censo de 2010 tenía una población de 1519 habitantes y una densidad poblacional de 313,8 personas por km².

## Geografía
Cologne se encuentra ubicada en las coordenadas 44°46′12″N 93°47′29″O / 44.77000, -93.79139. Según la Oficina del Censo de los Estados Unidos, Cologne tiene una superficie total de 4.84 km², de la cual 4.53 km² corresponden a tierra firme y (6.47%) 0.31 km² es agua.

## Demografía
Según el censo de 2010, había 1519 personas residiendo en Cologne. La densidad de población era de 313,8 hab./km². De los 1519 habitantes, Cologne estaba compuesto por el 94.87% blancos, el 0.92% eran afroamericanos, el 0% eran amerindios, el 1.18% eran asiáticos, el 0% eran isleños del Pacífico, el 1.45% eran de otras razas y el 1.58% pertenecían a dos o más razas. Del total de la población el 3.23% eran hispanos o latinos de cualquier raza.